# 石重杲
石重杲（?—?），后晋宗室，家族是沙陀化的石国人后裔，后晋开国皇帝高祖石敬瑭幼子。
石重杲小字冯六，没有起名就死了，石敬瑭建立后晋，赠冯六太傅，追封陈王，赐名重杲。晋出帝石重贵天福八年（943年）五月，加赠太师。

## 延伸阅读
[在维基数据编辑]
 《舊五代史·卷87》，出自薛居正《舊五代史》
 《新五代史/卷17》，出自歐陽修《新五代史》